# Teheran
Teheran (AFI: /teeˈran/; in persiano تهران‎, Tehrân, /tehˈɾɒːn/ · ) è la capitale dell'Iran. Situata nel nord del paese, ai piedi dei monti Elburz, la città dà anche il nome alla provincia di cui è capoluogo. Teheran ha visto la sua popolazione aumentare progressivamente da quando è diventata capitale, in seguito al cambio della dinastia nel 1786, e con 15 800 000 abitanti stimati nel 2025 nell'area metropolitana è la più grande città dell'Iran e di tutta l'Asia occidentale.
La crescita demografica è dovuta principalmente al miglioramento delle condizioni di vita e all'azione d'attrazione esercitata sulla popolazione delle province limitrofe. Essa ha subito una forte accelerazione a partire dal 1974, a seguito dell'aumento dei prezzi del petrolio nel corso della prima crisi petrolifera, quando la periferia della città si è estesa molto velocemente. Teheran ospita quasi la metà delle attività industriali del paese, soprattutto legate al settore automobilistico, delle apparecchiature elettriche ed elettroniche, delle armi, del tessile, dello zucchero, del cemento e dei prodotti chimici.

## Geografia fisica

### Territorio
Teheran si trova in una pianura che digrada verso sud, ai piedi dei monti Elburz. La città è posta ad un'altitudine di 1 100 metri sul livello del mare nella parte sud, a 1200 m nel centro e a 1700 m nel nord. La città e i suoi sobborghi coprono una superficie di 86 500 ettari..
La fondazione della città era stata inizialmente limitata a due zone che possedevano le caratteristiche di pianura: la superiore, composta di ghiaia grossolana e permeabile, e la zona inferiore, composta da depositi alluvionali sottili e più impervia. La regione in cui è stata costruita Teheran è un luogo di transizione tra il deserto sterile (kavir) e la catena montuosa di Elburz.
La città non dispone di importanti risorse idriche, e si trova equidistante da due bacini che raccolgono l'acqua proveniente dalle montagne più a monte. Questi due bacini sono quelli di Karaj, ad ovest, e Jājerud, una trentina di chilometri ad est, che alimenta Varamin e villaggi circostanti. Tra le zone urbane di Karaj e Varamin esisteva in passato una sola grande città, Ray, posta sulla strada tra i due bacini.
Il centro di Teheran si sviluppa intorno alla piazza Imam Khomeini e allo sterminato bazar. La zona intorno al centro è composta principalmente da quartieri popolari, mentre le zone più benestanti si trovano a nord, assieme alla maggior parte delle ambasciate straniere. L'urbanizzazione degli ultimi anni ha portato ad un'espansione incontrollata fino alle pendici dell'Alborz, complice anche la tarda promulgazione di leggi che proteggessero il delicato ecosistema montuoso.
Di rilevante importanza è anche la Torre Milad, situata al centro-nord della metropoli, che è tra le più alte torri autoportanti del mondo, ed è parte dello skyline di Teheran.

Panorama della città.

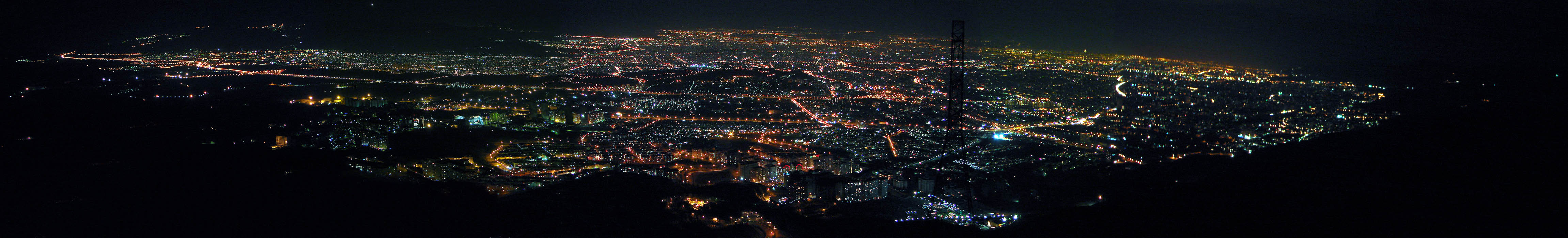
Veduta di Teheran di notte.

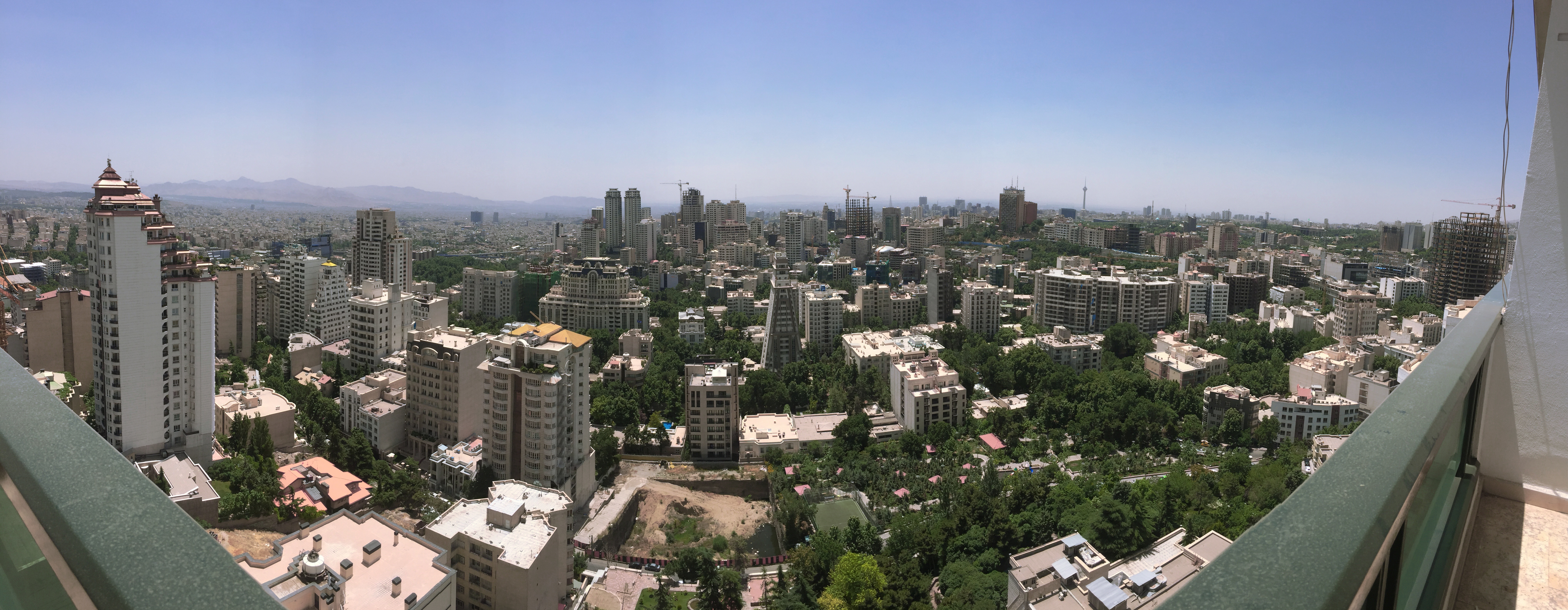
Vista panoramica.

### Clima
Secondo la classificazione climatica di Köppen, il clima di Teheran è di tipo steppico. Esso è in gran parte definito dalla posizione geografica della città, con le alte montagne a nord e il deserto a sud.
Il clima può essere generalmente descritto come mite in primavera, caldo e secco in estate, temperato in autunno, e freddo in inverno. Essendo una grande città, con significative differenze altimetriche tra i vari distretti, è da segnalare come il tempo sia spesso più fresco lungo le pendici collinari a nord, rispetto alle zone pianeggianti del sud. L'estate è generalmente calda e secca con pochissime precipitazioni, con un'umidità relativa generalmente bassa, anche se le notti sono fresche. La maggior parte della precipitazioni si verificano nel periodo compreso tra il tardo autunno e la metà della primavera. Il mese più caldo è luglio (la media della temperatura minima è di 23 °C, la temperatura media massima è di 36 °C), mentre il mese più freddo è gennaio (la temperatura media minima −1 °C, temperatura media massima di 8 °C).
| Teheran (1981-2010)          | Mesi  | Mesi  | Mesi  | Mesi  | Mesi  | Mesi  | Mesi  | Mesi  | Mesi  | Mesi  | Mesi  | Mesi  | Stagioni | Stagioni | Stagioni | Stagioni | Anno    |
| Teheran (1981-2010)          | Gen   | Feb   | Mar   | Apr   | Mag   | Giu   | Lug   | Ago   | Set   | Ott   | Nov   | Dic   | Inv      | Pri      | Est      | Aut      | Anno    |
| ---------------------------- | ----- | ----- | ----- | ----- | ----- | ----- | ----- | ----- | ----- | ----- | ----- | ----- | -------- | -------- | -------- | -------- | ------- |
| T. max. media (°C)           | 8,5   | 11,1  | 16,2  | 22,3  | 28,2  | 34,3  | 36,9  | 35,8  | 31,6  | 24,6  | 15,7  | 10,2  | 9,9      | 22,2     | 35,7     | 24,0     | 23,0    |
| T. min. media (°C)           | 1,3   | 3,0   | 7,2   | 12,6  | 17,6  | 22,5  | 25,2  | 24,6  | 20,7  | 14,8  | 7,8   | 3,2   | 2,5      | 12,5     | 24,1     | 14,4     | 13,4    |
| T. max. assoluta (°C)        | 19,6  | 24,4  | 30,3  | 33,4  | 37,0  | 42,2  | 43,0  | 42,4  | 38,4  | 33,4  | 26,4  | 21,0  | 24,4     | 37,0     | 43,0     | 38,4     | 43,0    |
| T. min. assoluta (°C)        | −15,0 | −13,0 | −8,0  | −4,0  | 2,4   | 5,0   | 14,0  | 13,0  | 9,0   | 2,8   | −7,2  | −13,0 | −15,0    | −8,0     | 5,0      | −7,2     | −15,0   |
| Precipitazioni (mm)          | 31,7  | 32,9  | 42,5  | 34,8  | 14,0  | 2,3   | 2,3   | 1,4   | 0,9   | 13,6  | 30,9  | 31,8  | 96,4     | 91,3     | 6,0      | 45,4     | 239,1   |
| Giorni di pioggia            | 4,8   | 5,4   | 5,9   | 5,2   | 3,7   | 0,8   | 0,5   | 0,3   | 0,2   | 2,5   | 4,9   | 5,3   | 15,5     | 14,8     | 1,6      | 7,6      | 39,5    |
| Nevicate (cm)                | 24,0  | 11,6  | 1,7   | 0,1   | 0,0   | 0,0   | 0,0   | 0,0   | 0,0   | 0,0   | 0,0   | 7,3   | 42,9     | 1,8      | 0,0      | 0,0      | 44,7    |
| Giorni di neve               | 5,1   | 2,9   | 1,1   | 0,1   | 0,0   | 0,0   | 0,0   | 0,0   | 0,0   | 0,0   | 0,4   | 2,7   | 10,7     | 1,2      | 0,0      | 0,4      | 12,3    |
| Umidità relativa media (%)   | 57    | 51    | 43    | 39    | 31    | 25    | 25    | 26    | 28    | 36    | 50    | 58    | 55,3     | 37,7     | 25,3     | 38       | 39,1    |
| Ore di soleggiamento mensili | 176,0 | 178,0 | 208,0 | 232,0 | 284,0 | 339,0 | 344,0 | 344,0 | 305,0 | 254,0 | 181,0 | 164,0 | 518,0    | 724,0    | 1 027,0  | 740,0    | 3 009,0 |

## Origini del nome
L'origine del nome Tehran è ancora in fase di discussione e sono disponibili diverse interpretazioni. Un'etimologia popolare è che il nome della città derivi da Tah + rān, che significa "coloro che cacciano o sparano" Per il generale Albert Houtum-Schindler, è una derivazione del termine Tir-ān, basato sull'elemento Tir che ha il significato di "pianura, piana desertica", che è rapportato a Shemrān da Schindler. Lo storico e linguista Kasravi Ahmad ha la stessa opinione e contrappone Tahrān ("luogo caldo") a Shemrān ("luogo fresco"). L'orientalista Vladimir Fëdorovič Minorskij propone a sua volta un'altra spiegazione basata sul significato di tah, che significa "fondo, profondità" in alcuni dialetti in Iran, che potrebbe essere associato con il nome della città di Ray, il che significherebbe che con Teheran si intende "dietro Ray". Xavier de Planhol, professore emerito di geografia, sottolinea nell'Encyclopædia Iranica che queste proposte sembrano congetture ed è inutile cercare l'origine del nome della città. Anche l'ortografia del suo nome è cambiata, poiché prima del XX secolo, Teheran era scritto con una ﻃ, mentre ora con ﺕ, che si suppone meglio rappresenti la pronuncia dei suoi abitanti.

## Storia

### Origini
Teheran nacque come villaggio a sette o otto chilometri dalla storica città di Ray. Fu uno dei primi villaggi a nord-est di questa città in cui gli abitanti si rifugiavano nella Shemiran, Qasran e ai piedi del Alborz per sfuggire al calore del deserto del sud. Tracce di insediamento risalente al neolitico e anche periodi precedenti (come rinvenuto nel sito di e-Cheshma Ali, situato nel centro di Ray).
Il nome di Teheran è citato in scritti storici, come quelli di Yaqut, che cita la città nel 1220, e di Zakariyyā Mohammad Qazvini, risalenti al 1275. Entrambi la descrivono come una "città commerciale" (qurā) e persino come "città commerciale importante (qariya kabira), suddivisa in dodici distretti (mahaleh).
L'economia della città a quel tempo era basata sul commercio di frutta e verdura che crescevano nei giardini della città, irrigati con sistemi tradizionali (come qanat e kariz) con le acque provenienti dalle montagne vicine.

### Emergere delle funzioni urbane
Teheran si avvia a diventare più importante dopo la distruzione di Ray da parte dei Mongoli nel 1228. Teheran stessa soffre l'invasione, ma il declino di Ray spinge i suoi abitanti a trasferirsi nella città, che offre maggiori opportunità con i suoi giardini e canali di irrigazione. Nel 1340, Hamd-Allah Mostawfi descrive Teheran come una "piccola grande città". Nel XIV secolo, Varamin è la più grande città della provincia che consiste di quattro dipartimenti, tra cui Teheran. Ray entra a far parte del distretto di Teheran, e la superiorità di Teheran su Ray sembra datata in questo periodo.
Don Ruy González de Clavijo, un ambasciatore castigliano, fu probabilmente il primo europeo a visitare Teheran, soggiornando nel luglio 1404, durante un viaggio verso Samarcanda (allora capitale mongola). La descrisse come una grande città con una residenza reale. Ray venne descritta invece come una città abbandonata.
A partire dal periodo timuride, la città di Teheran inizia a svilupparsi a nord.

### Trasformazione in capitale

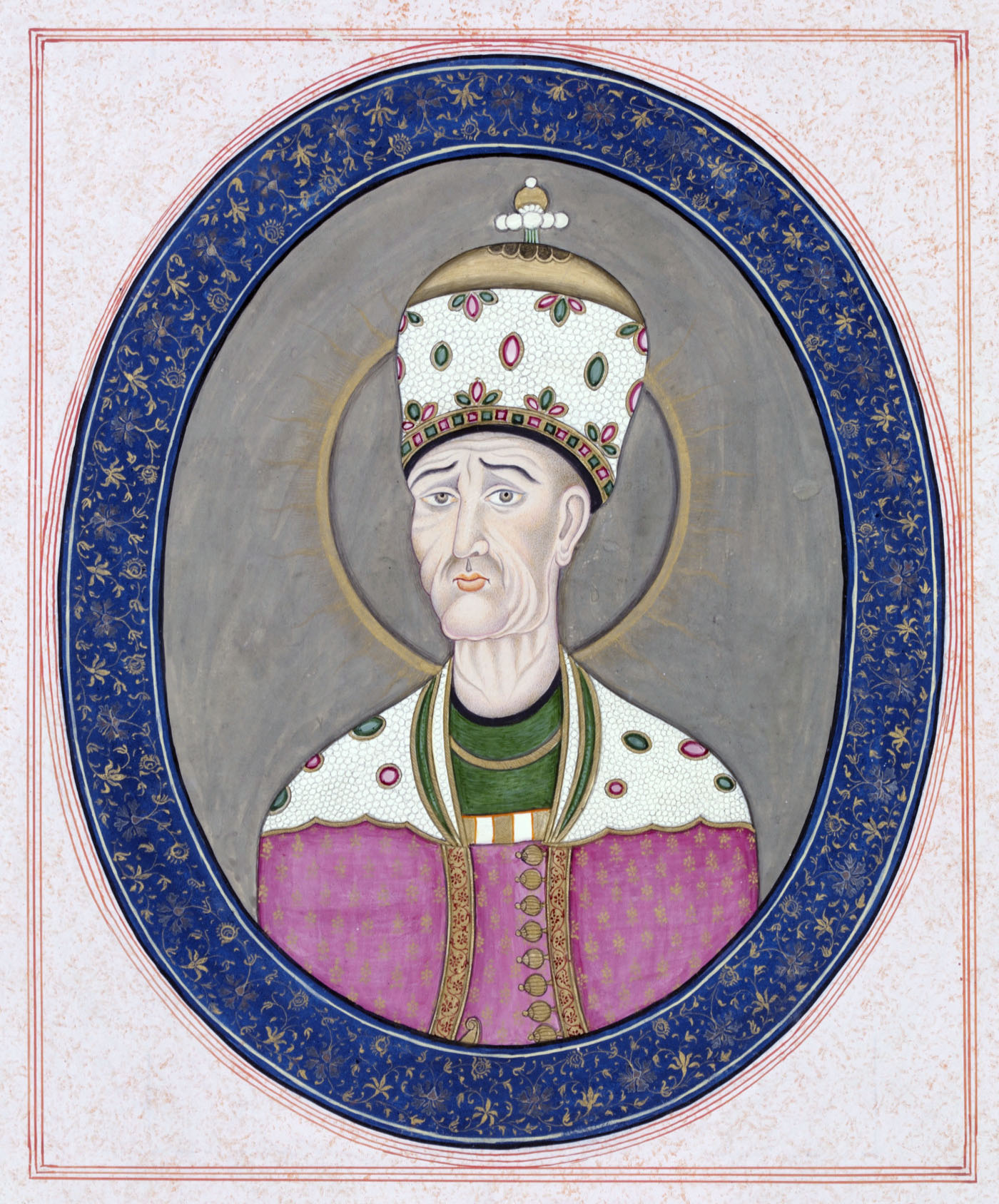
Ritratto di Muḥammad Khān Qājār, conservato al Victoria and Albert Museum

Shah Tahmasp I, secondo sovrano della dinastia dei Safavidi, fece costruire tra il 1553 e il 1554 un bazar e una cinta muraria con 114 torri (a seconda del numero di sure del Corano). La scelta dei Safavidi ricadde su Teheran per molteplici ragioni: il fatto che un antenato dei Safavidi, Sayyed Hamza fosse stato sepolto a Ray, e che Teheran per diversi secoli fosse stato un rifugio per gli sciiti sono stati sicuramente elementi importanti, ma furono soprattutto situazioni storiche che portarono alla fortificazione della città. Shah Tahmasp era stato costretto a spostare la sua capitale da Tabriz a Qazvin a causa della minaccia ottomana. La città fortificata di Teheran, 150 km a est di Qazvin, quindi, forniva un rifugio in caso di pericolo. Xavier de Planhol sottolineò come la cinta muraria fosse eccessiva e sproporzionata rispetto alle esigenze di una piccola città: era estesa per oltre 8 km di lunghezza, circondo una regione di 4,50 km², mentre la popolazione non superava i 15-20000 abitanti.
Durante l'epoca safavide, Teheran era il centro amministrativo regionale, ospitando un beğlerbeği e un governatore provinciale. Tuttavia, la città non disponeva né di moschee, ne altri elementi di urbanizzazione dei Safavidi.
Shah Abbas II risiederà un paio di volte a Teheran, facendosi costruire una residenza conosciuta come Chāhār bāgh. Shāh Suleymān fece erigere un segretariato imperiale (Divān Khāneh) nel centro della città (Chenārestān). Fu in questo luogo che l'ambasciatore del sultano ottomano Ahmed III incontrò nel 1721 Sultan Husayn, ultimo sovrano della dinastia Safavide prima dell'invasione dell'Afghanistan. Alla fine del XVIII secolo, Teheran non era più una piccola città di provincia, ma aveva già guadagnato importanza per i governanti persiani.
Nel 1722 le truppe di Mir Mahmoud Hotaki invasero Esfahan e tutta la Persia entrò in un periodo di disordini, che colpì anche Teheran e la sua regione.
Sotto la dinastia Zand Teheran divenne un centro militare mentre le dinastie Qadjar e Zand lottavano per prendere il potere nel paese. Tra il 1755 e il 1759 Muhammad Karim Khan volle fare di Teheran la capitale del paese, e fece costruire degli edifici entro le mura cittadine (Khalvat-e Karim Khan, per esempio). Il quartiere reale acquisisce tutte le caratteristiche dell'Arg, quartiere reale fortificato. Infine, Karim Khan preferì porre la capitale a Shiraz.
Alla morte di Karim Khan nel 1779, Teheran viene disputata tra Qafur Khan (fedele agli Zand) e Agha Mohammad Khan Qajar. La città cadde nelle mani di un alleato dei Qajar nel 1785, e Agha Mohammad Khan Qajar, il primo re della dinastia, entra in città il 12 marzo 1786 e ne fa la sua capitale. Lo status di capitale della Persia era conseguente ad una preoccupazione di tipo geostrategica: con i russi a minacciare il confine settentrionale e i turkmeni nel nord-est. Teheran godeva di una posizione privilegiata, al crocevia tra est ed ovest, ai piedi degli Alborz e lungo le strade che portavano alle oasi della Persia centrale e ai bacini di Fars.
Nel 1797 Teheran ha ancora l'aspetto di una città nuova, e con pochi abitanti. Un viaggiatore europeo, G.E. Olivier parla di una città con 15 000 abitanti, 3 000 soldati, e che ricopre una superficie di 7,50 km² di cui solo per metà edificati, il resto è ancora occupato da giardini e frutteti..

Mappa di Tehran nel 1857

Fath Ali Shah (1797-1834) è il principale costruttore di Teheran. Abbellisce l'Arg, e fa costruire l'Emarat Bādgir e il Takht-e Marmar ("trono di marmo") all'interno di esso. Costruì molti altri importanti edifici come la moschea dello Scià (Masjed-e Shah) e il palazzi di Negarestan e di Lalezar. La città attira un numero sempre maggiore di abitanti e la popolazione raddoppia in 20 anni. Tuttavia, nel 1834, alla fine del suo regno, molte costruzioni non sono ancora completate.
Sotto Muhammad Shah Qajar (1834-1848) hanno luogo le prime edificazioni al di fuori delle mura. Le residenze reali sono costruite nel nord della città.
Nasser al-Din Shah Qajar (1848-1896) fa diventare realmente Teheran da capoluogo di provincia a capitale. Nel 1868 la città ha di 155 736 abitanti, concentrati nei quartieri più vecchi. Nel 1870-1871 distrusse l'antica fortificazione per la costruzione di una nuova. Il nuovo muro presentava la forma di ottagono irregolare di 19,2 km di circonferenza, e punteggiato da 12 porte monumentali con ceramiche decorate. Nasser al-Din Shah ristruttura molti edifici e i qanat per l'approvvigionamento dell'acqua. Alla fine del regno di Shah Nasser al-Din, Teheran si estendeva su 18,25 km²
Nei primi anni del XX secolo, Teheran conta quasi 250 000 abitanti, la maggior parte dei quali si trovavano al di fuori delle mura.

### XX secolo e capitale dei Pahlavi

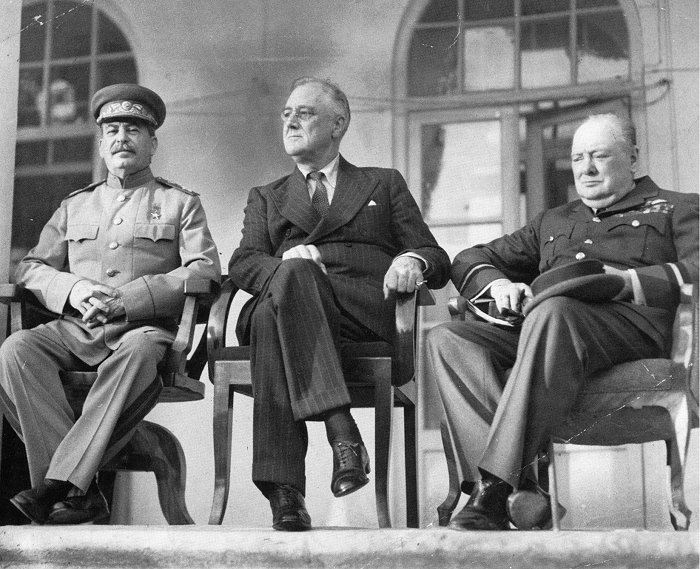
La Conferenza di Teheran del 1943. Da sinistra, Stalin, Roosevelt e Churchill.

Con l'avvento al potere di Shah Reza Pahlavi nel 1925, lo Stato diventa un attore importante nell'architettura di Teheran, dove la modernizzazione è una parte integrante del programma voluta dal nuovo re per il suo paese. Le mura costruite da Shah Nasseredin vengono distrutte nel 1932 e sostituite da ampi viali rettilinei. Una sola delle porte rimane. Lo Shah Reza fa appello ad architetti stranieri e iraniani per la costruzione di molti edifici durante gli anni 1930. Tra essi Marcoff Nikolai che costruì il liceo Alborz, André Godard che costruì il Museo Nazionale d'Iran, Maxime Siroux per alcune facoltà dell'Università di Teheran, Mohsen Forugh per la Banca e-Melli e la Facoltà di Giurisprudenza dell'Università di Teheran, Vartan Avanessian per il complesso residenziale Reza Shah e la Scuola per gli orfani Vartan. Fra gli altri edifici costruiti in quegli anni vi furono l'ufficio postale, l'ufficio di polizia, il Ministero degli Affari Esteri, la stazione, e così via.
Con l'espansione e la modernizzazione della città, la sua superficie raggiunse i 46 km², undici volte la dimensione durante Fath Ali Shah. Le nuove strade della città consentono il traffico veicolare e trasformano il tessuto urbano.
Nel 1943 la città ospita la conferenza di Teheran, in cui si riunisce il Presidente statunitense Franklin Delano Roosevelt, il capo di Stato sovietico Iosif Stalin e il Primo ministro britannico Winston Churchill. Questa conferenza prefigura le decisioni che saranno prese alla Conferenza di Jalta. Essa garantirà l'indipendenza e l'integrità territoriale del paese.
La città si sviluppa fortemente dopo la Seconda guerra mondiale, in particolare a partire dagli anni 1960. Nel 1966 la famiglia reale abbandona il distretto reale del centro di Teheran per spostarsi a Niavaran. Rey e Shemiran diventano periferia di Teheran, alla quale città vengono amministrativamente raggruppate nello stesso anno.

### Trasformazione in metropoli
Seguendo la tendenza iniziata nel XIX secolo, la parte sud continuò ad accogliere le classi più povere, la parte nord quelle più ricche, e la parte orientale le classi medie. La zona industriale di Karaj si sviluppò molto rapidamente lungo la prima autostrada costruita in Iran. L'espansione economica che seguì il boom petrolifero del 1974 accelerò lo sviluppo urbano di Teheran.
Durante il periodo della rivoluzione iraniana si espansero ulteriormente le periferie, anche con la costruzione di nuove abitazioni senza licenza, o edificazioni su terreni acquistati senza formalità. Nel maggio 1985 Teheran venne colpita per la prima volta dall'inizio della guerra tra Iran e Iraq. Altri attacchi avvennero nel 1988.
La città è stata oggetto di vari attentati terroristici nel corso degli anni, l'ultimo dei quali è avvenuto nel giugno 2017.

## Società
La città è segregata e polarizzata: i quartieri settentrionali, in particolare Niavaran, Zafaraniyeh, Darrous, Sa'adat Abad e Shahrak-e Gharb sono principalmente altoborghesi e hanno un'anima laica e liberale; i quartieri meridionali sono invece più popolari e tendenzialmente più tradizionalisti, religiosi e conservatori.

## Cultura

### Istruzione

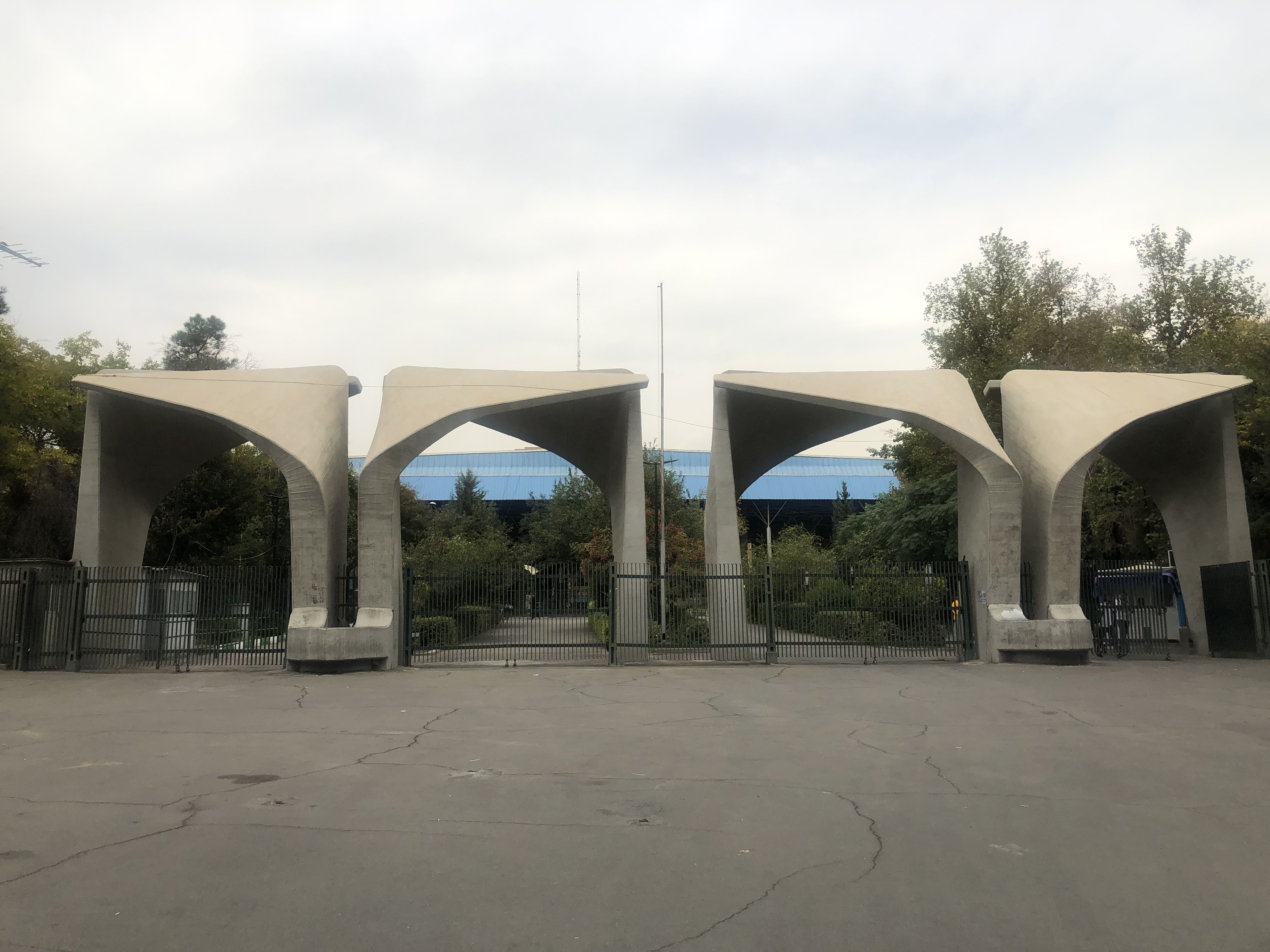
L'entrata dell'Università di Teheran

#### Università
A Teheran hanno sede le seguenti università:
- Università di Imam Hossein
- Università di Teheran
- Università di Sharif
- Khajeh Nasir Toosi University of Technology
- Università di Khatam
- Università Allameh Tabataba'i[18]
- Università Kharazmi

#### Biblioteche
A Teheran ha sede la Biblioteca nazionale dell'Iran

## Monumenti e luoghi d'interesse

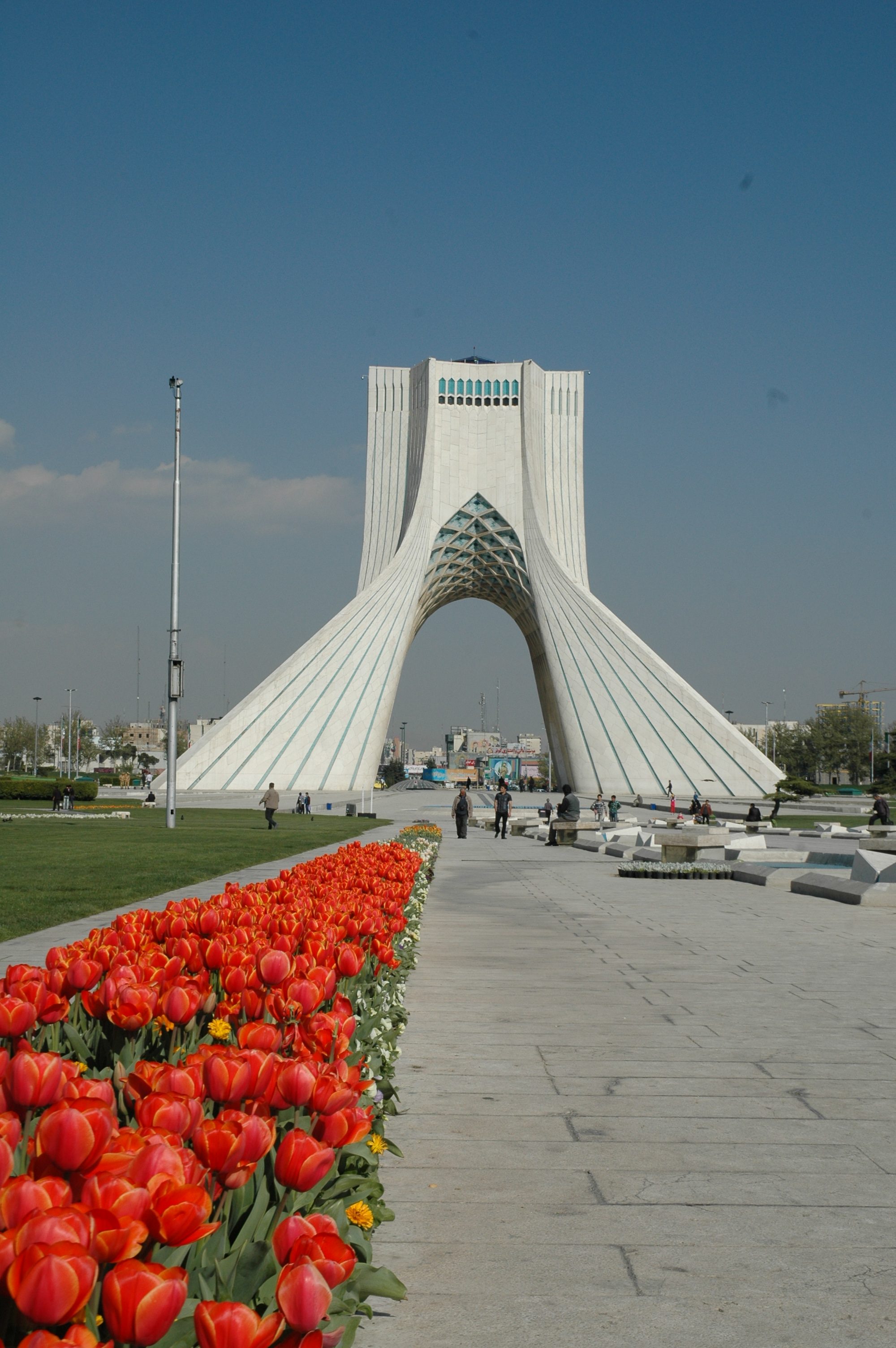
La Torre Azadi in Piazza Azadi
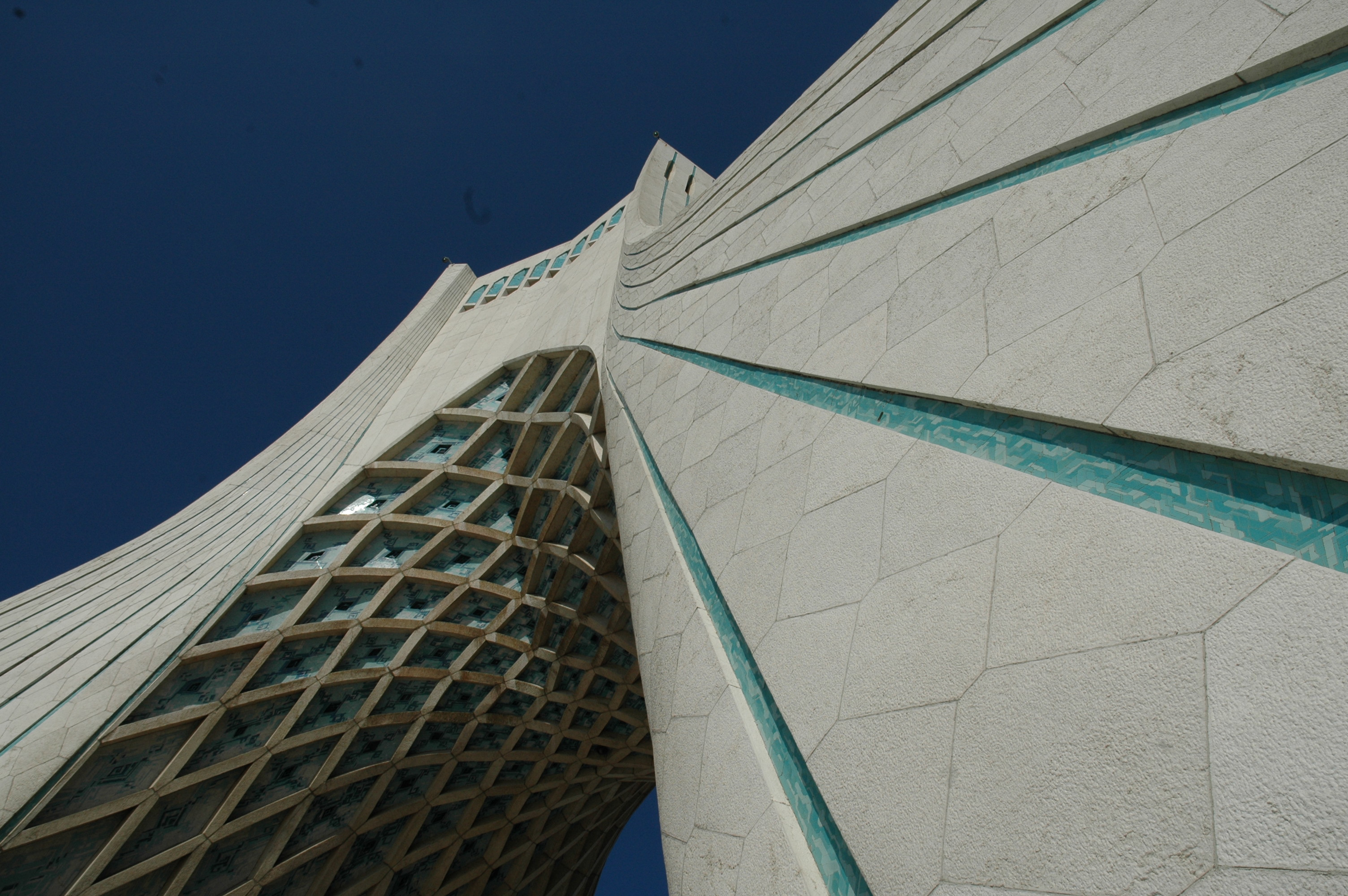
La Torre Azadi dal basso
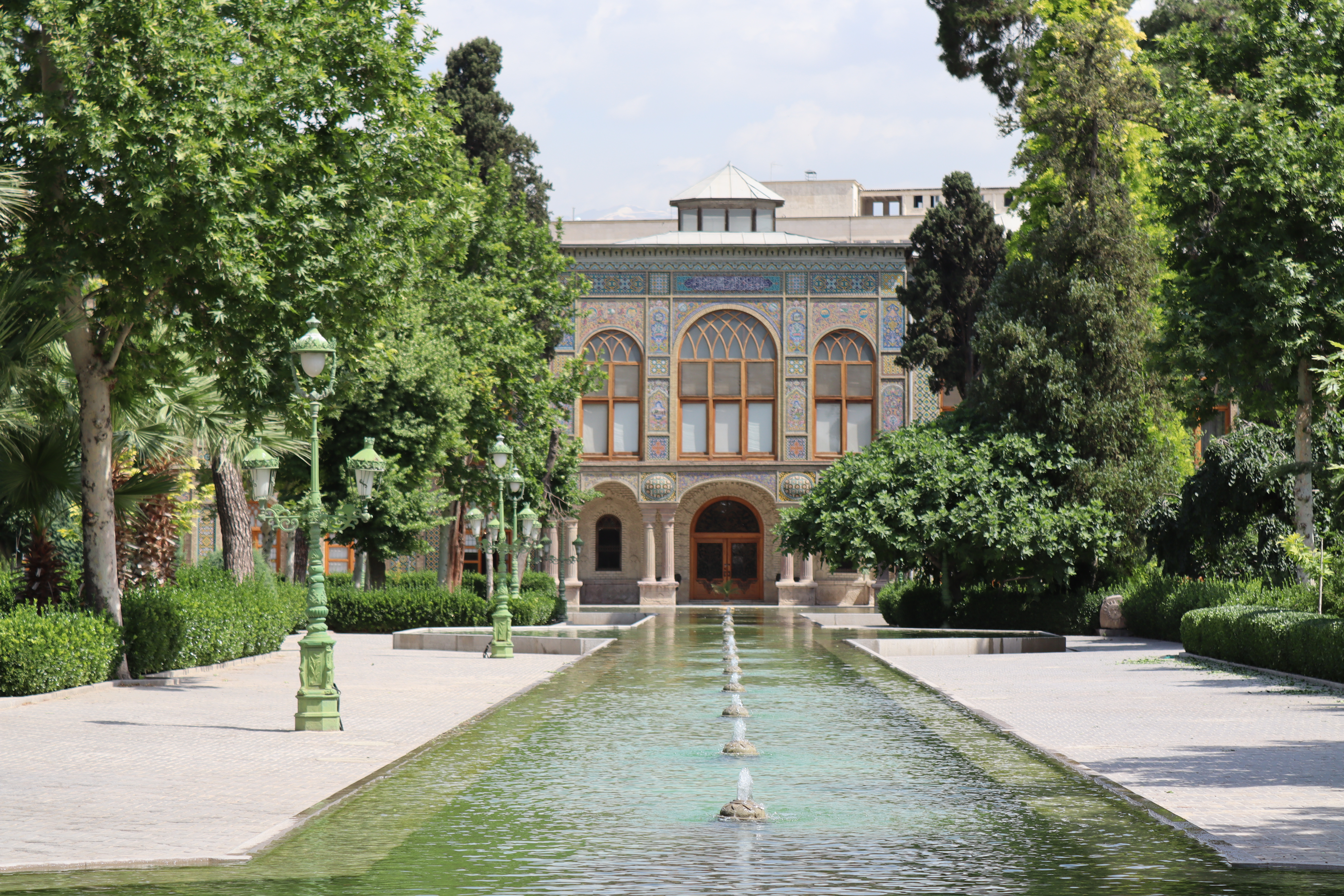
Vista dei giardini del Palazzo del Golestan
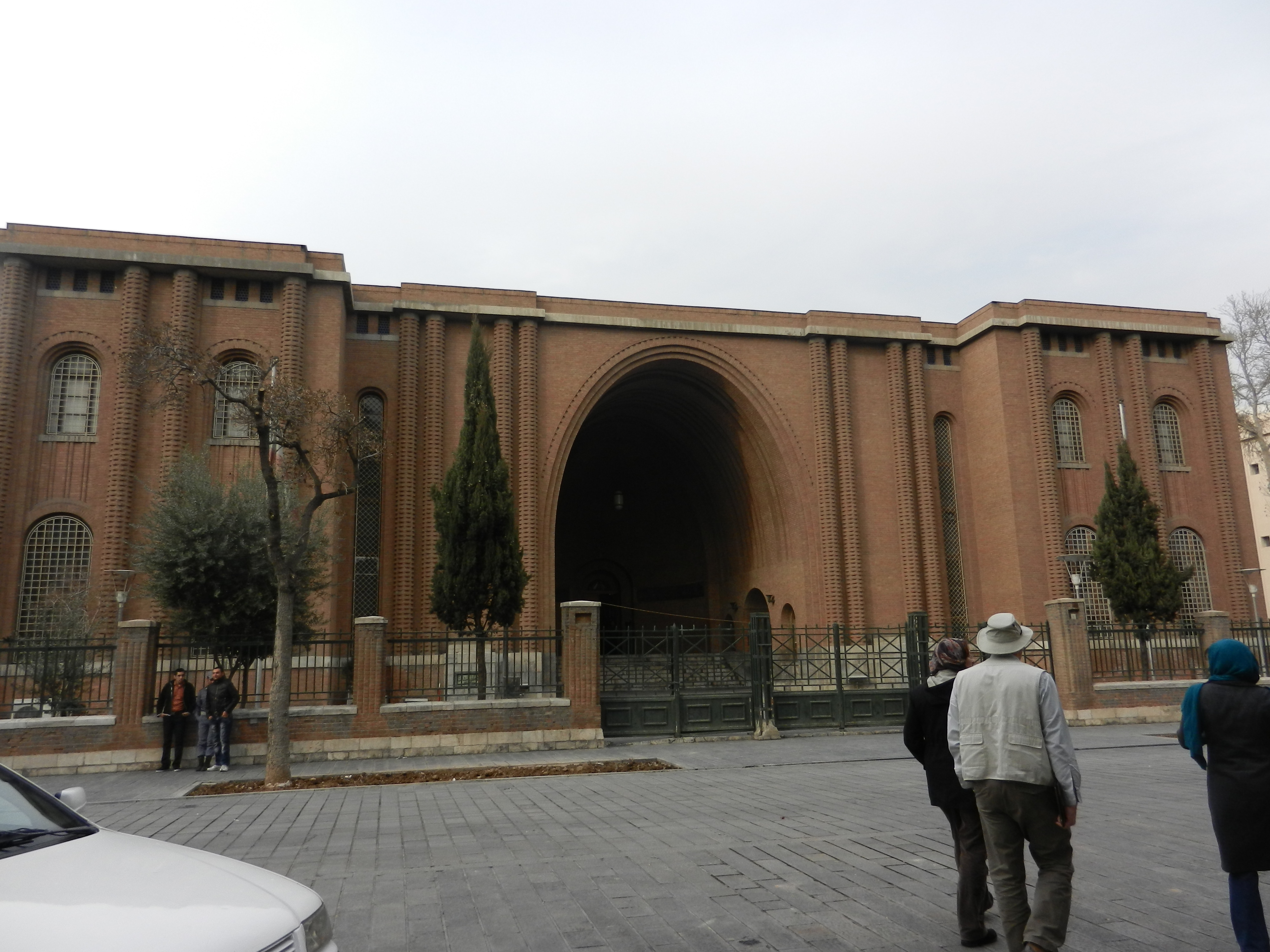
Il Museo Nazionale dell'Iran
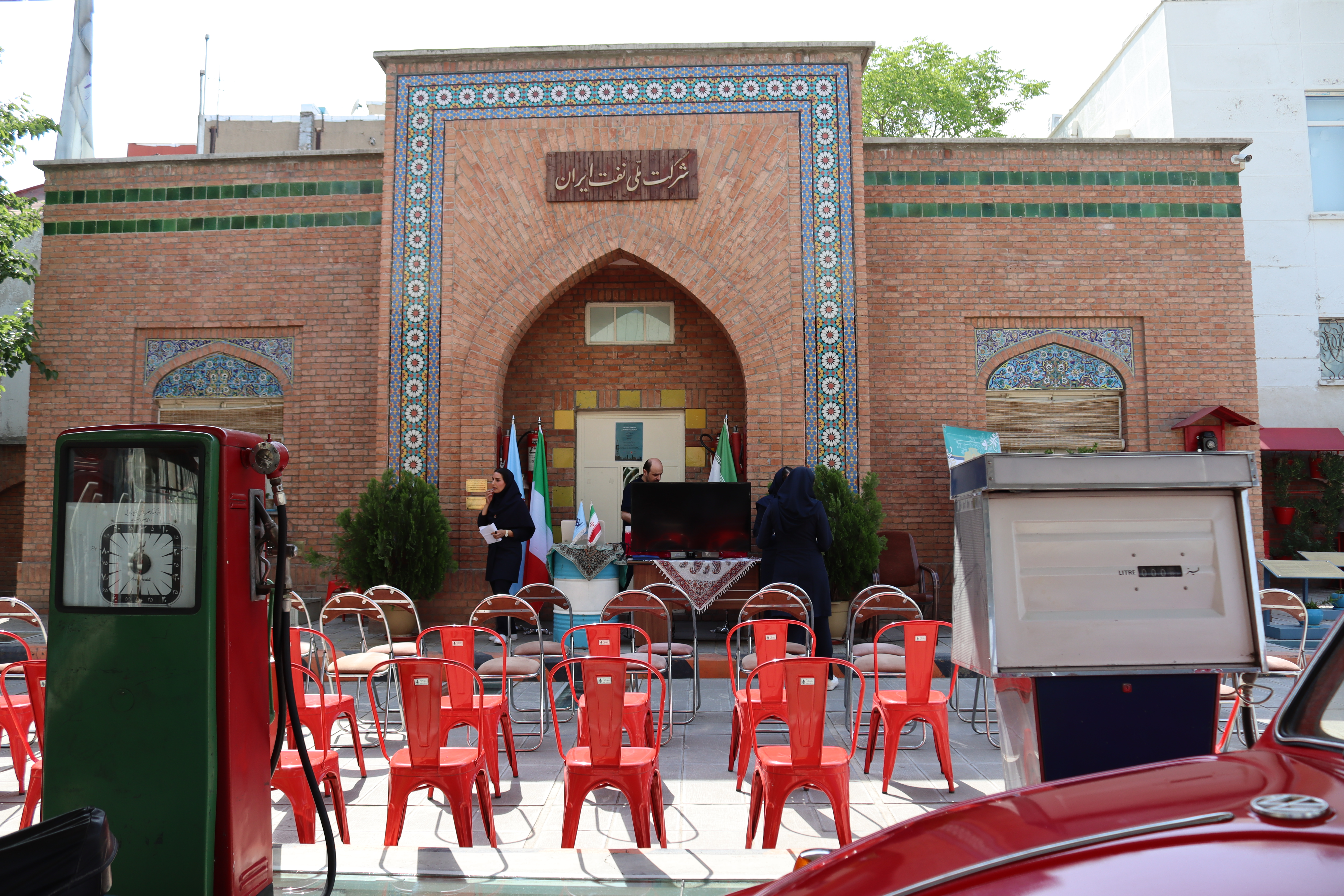
Il Museo della Stazione di Servizio
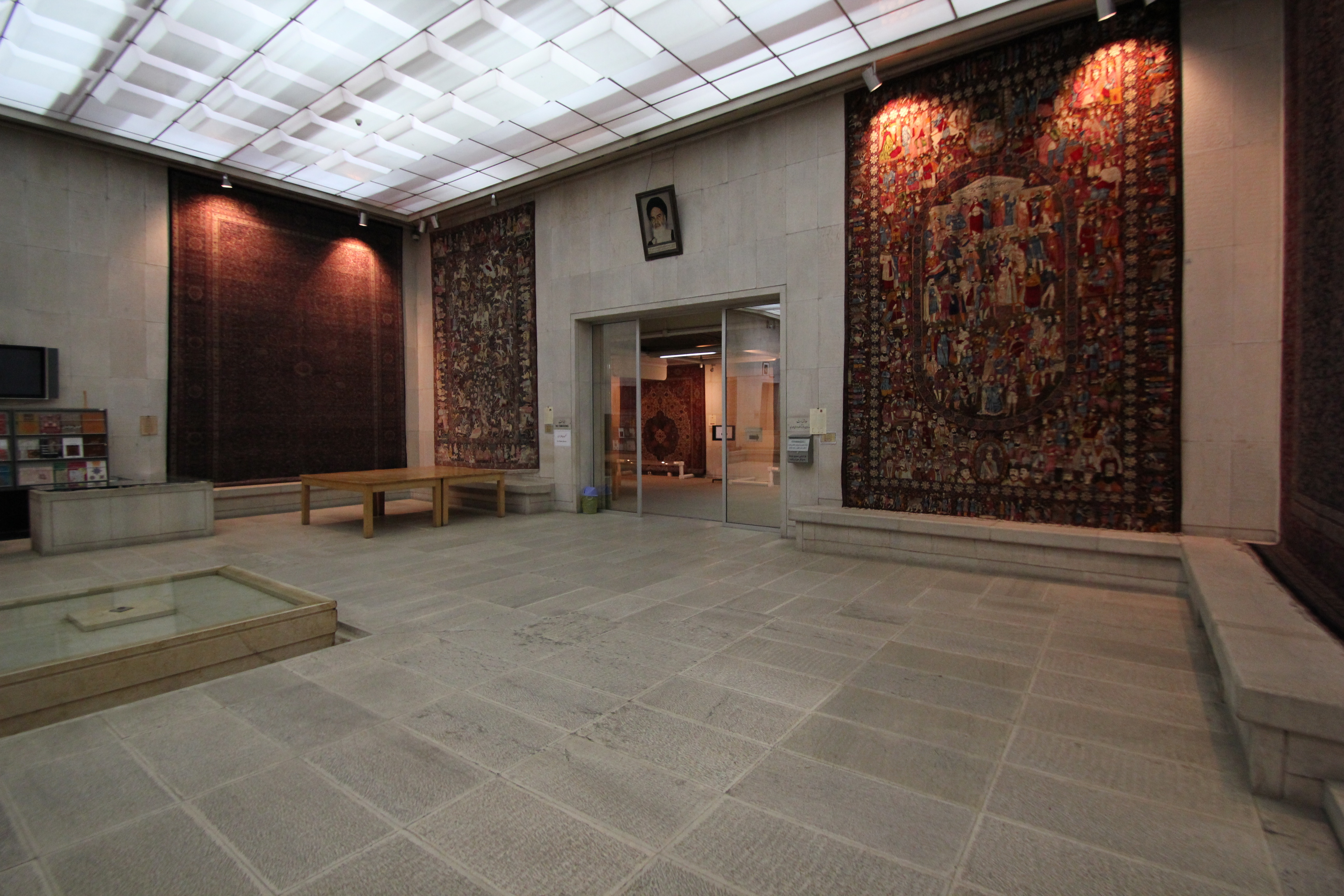
Il Museo dei Tappeti

- Torre Azadi
- Torre Milad
- Palazzo del Golestan
- Palazzo Saadabad
- Museo nazionale dell'Iran
- Museo di arte contemporanea
- Museo dei gioielli
- Museo dei tappeti dell'Iran
- Museo di arte contemporanea
- Stadio Azadi
- Biblioteca nazionale dell'Iran
- Parco Mellat
- Museo del cinema iraniano
- Museo di antropologia di Teheran
- Museo della stazione di servizio[19]
- Palazzo Niavaran
- Gran bazar
- Darband
- Piazza Hasanabad
- Kākh-e Marmar
- Ponte Tabiat

## Economia

Suddivisione amministrativa di Teheran

Teheran è il centro economico dell'Iran. La città concentra il 30% della forza lavoro del settore pubblico e il 45% delle grandi imprese industriali dell'intero paese. La maggior parte della restante forza lavoro si distribuisce fra commercio e settore dei trasporti. Fra le principali industrie si includono quelle del settore elettronico, delle armi, dei tessuti, dello zucchero, del cemento e dei prodotti chimici. Teheran è un importante centro per la vendita di tappeti e mobili. A sud della città, nei pressi di Ray, è presente una raffineria di petrolio.
La città dispone di quattro aeroporti, tra cui l'Aeroporto di Mehrabad, l'Aeroporto Internazionale Imam Khomeini, il Ghal'eh Morghi e il Doshan Tapeh.

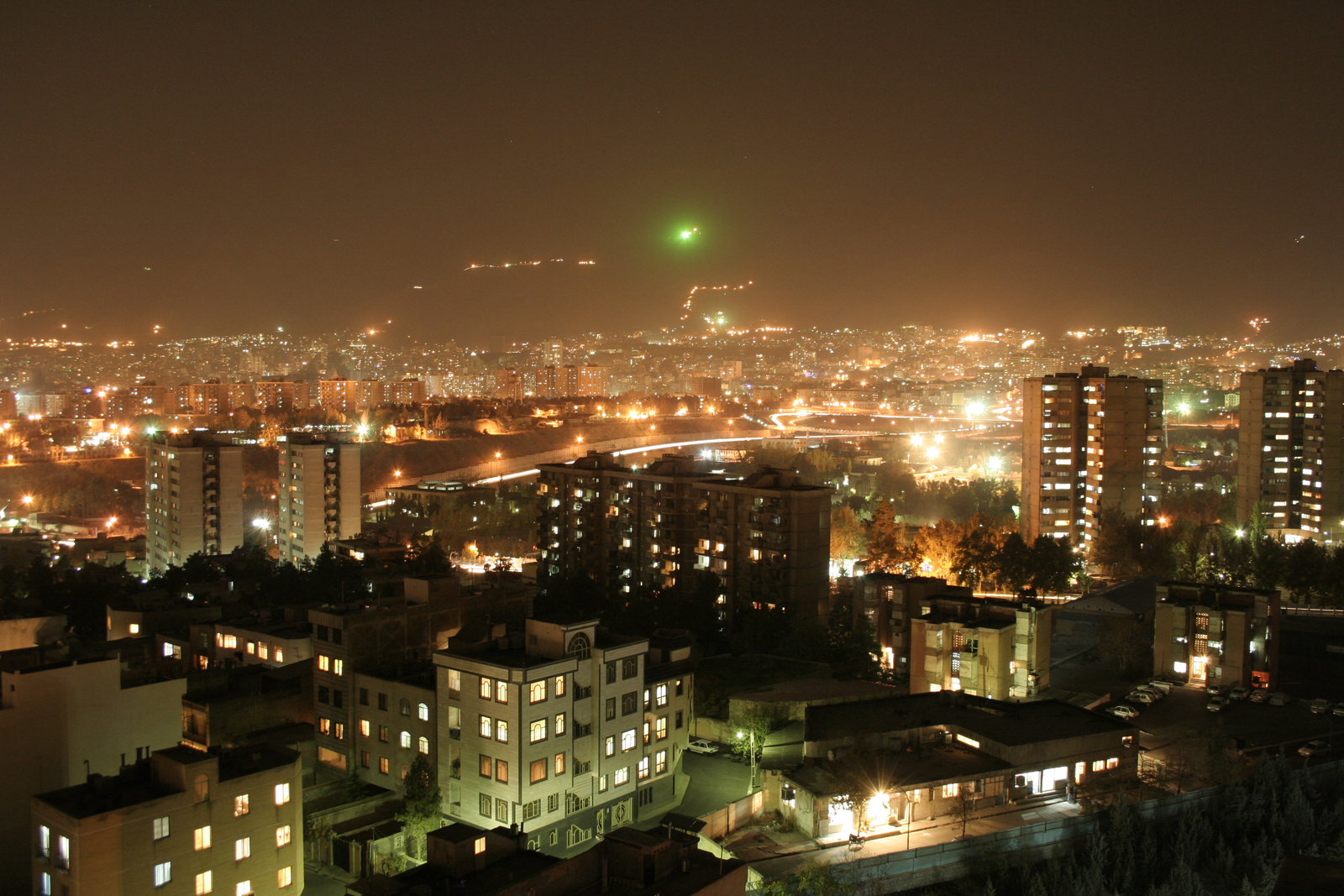
Panorama notturno della città.

## Infrastrutture e trasporti
La capitale è dotata di una rete metropolitana composta da sei linee (più una ferroviaria) e attualmente in espansione. I due aeroporti internazionali che servono la città sono il Mehrabad e l'Imam Khomeyni. A Teheran ha sede la compagnia aerea di bandiera Iran Air.

## Amministrazione
L'ex presidente della Repubblica Islamica dell'Iran, Mahmoud Ahmadinejad, è stato sindaco di Teheran prima di occupare quell'incarico. Il sindaco di Teheran, Mohammad Bagher Qalibaf, è stato rieletto per un secondo mandato nel maggio 2007.
Qalibaf, appartenente al partito conservatore islamico, si è fatto notare per la sua opposizione al compagno di partito Ahmadinejad, e ne ha sottolineato le difficoltà in politica interna.

### Gemellaggi
- Los Angeles, dal 1972[21]
- L'Avana, dal 2001[22]
- Pretoria, dal 2002[23]
- Caracas, dal 2005[24]
- Pechino, dal 2006[25]
- Minsk, dal 2006
- Dušanbe
- Seul
- Dubai
- Manila
- Mosca

## Sport

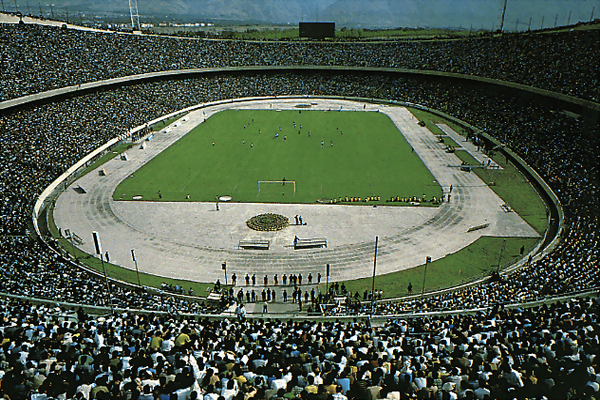
Lo Stadio Azadi

La città di Teheran possiede due importanti squadre calcistiche che militano nella massima serie: Persepolis F.C., ed Esteghlal F.C.
Vi è inoltre l'Azadi Sports Complex, che oltre ad ospitare diversi impianti sportivi di vario genere, comprende anche lo Stadio Azadi, che è il più grande in Iran e nel Medio Oriente, ed è utilizzato dalle squadre calcistiche della città.